# WSC Frisia Wilhelmshaven
WSC Frisia Wilhelmshaven is een Duitse voetbalclub uit Wilhelmshaven in de deelstaat Nedersaksen.

## Geschiedenis
De club werd op 7 juli 1903 opgericht als FC Frisia 03 Wilhelmshaven. De eerste wedstrijd werd op 15 augustus van dat jaar met 1-4 gewonnen tegen FC Fresania. Op 5 oktober werd de eerste thuiswedstrijd gespeeld en met 8-0 gewonnen van FC Oldenburg. In 1905 richtte de club de Wilhelmshavense voetbalbond op, die in 1907 opging in de Noord-Duitse voetbalbond. De club nam deel aan het eerste kampioenschap van Oldenburg in 1905/06 en werd meteen kampioen. Op 1 augustus 1906 fusioneerde de club met Wilhelmshavener Schüler-Sportverein tot SC Frisia 03 Wilhelmshaven.
In 1908/09 volgde een nieuwe titel en de club plaatste zich nu voor de Noord-Duitse eindronde en verloor daar meteen van Bremer SC 1891. Ook het volgende seizoen speelde de club de eindronde en verloor nu van Werder Bremen. Een volgende deelname aan de eindronde kwam er in 1918/19, toen de club opnieuw van Bremer SC verloor. Door enkele herstructureringen van de Noord-Duitse voetbalbond belandde de club enkele jaren in de tweede klasse. In 1925 promoveerde de club naar de hoogste klasse van de competitie van Wezer-Jade. Na drie seizoenen degradeerde de club weer.
De huidige naam werd in 1951 aangenomen na een fusie met TuS Heppens 1895.